# Forcart-Weis & Burckhardt-Wildt
Forcart-Weis & Burckhardt-Wildt  (abgekürzt FW-BW) war ein Unternehmen der Textilindustrie mit Sitz im Württembergerhof Basel, Schweiz. Das Unternehmen existierte von 1845 bis 1892. Es produzierte Seidenband.

## Geschichte
1845 fusionierten die beiden Seidenbandfirmen Forcart-Weis & Söhne (1797–1845) und Burckhardt-Wildt & Sohn (1790–1845) zur Firma Forcart-Weiss und Burckhardt-Wildt. Unter diesem Namen existierte die Firma bis 1892, danach hiess sie Burckhardt & Cie. (1892–1932). Forcart-Weis & Söhne war unter der Leitung von Johann Rudolf Forcart-Weis (1749–1834) zu einem wichtigen Seidenbandproduzenten und Bankhaus aufgestiegen. Die andere Vorgängerfirma, Burckhardt-Wildt & Sohn war von Daniel Burckhardt-Wildt (1752–1819) gegründet worden; zwei seiner Enkel waren Töchtern von Achilles Forcart-Iselin verheiratet, einem Teilhaber von Forcart-Weis & Söhne.
An der Stelle des Württembergerhofs wurde 1931–1936 das Kunstmuseum Basel errichtet.